# Duas Noites em Dezembro

Ver: Todos os Álbuns ao vivo

Duas Noites em Dezembro é o quinto álbum ao vivo da banda portuguesa de rock UHF. Editado em 24 de novembro de 2014 pela AM.RA Discos.
Duas Noites em Dezembro é um duplo disco compacto com 28 canções, reunindo todos os clássicos da banda e algumas canções emblemáticas que não eram tocadas ao vivo há 30 anos. É um disco que congrega a força mística da palavra com a energia possante do rock, revelando uns UHF humildes, verdadeiros e modernos, com uma linguagem viril e atualizada através de canções que continuam com a mesma intensidade de sempre, quer lírica quer musical. Trata-se do registo que condensa os dois concertos realizados no Centro Cultural de Belém  e na Casa da Música, respetivamente a 7 e 18 de Dezembro de 2013, que marcaram o encerramento da digressão comemorativa dos 35 anos do grupo de Almada. É UHF vintage, que acrescenta mais valia à obra gravada em estúdio.
O álbum tem, naturalmente, "Cavalos de Corrida" e "Rua do Carmo", clássicos que projetaram a banda para o estrelato em 1980. O primeiro fala da vida brutal das pessoas de todos os dias, um tema sempre atual, enquanto o segundo presta homenagem à rua do Carmo, em Lisboa, e celebra todo um conjunto de vida no Chiado. Recupera para o formato digital "Persona Non Grata" e "Um Mau Rapaz", temas inspirados nas turbulências e conflitos internos que se instalaram no seio da banda em 1982, e ainda, do mesmo ano, os temas épicos "Quebra-me" e "Dança de Canibais". Atentos à realidade social e política do país, os UHF, vincaram, mais uma vez, a intervenção social em seus concertos evocando o mestre José Afonso com as versões de "A Morte Saiu À Rua" e "Vejam Bem", para depois atualizar o combate social aos ouvidos de hoje com "A Minha Geração" e "Vernáculo (para um homem comum)", com a participação do invicto público nortenho.
Tem também "Menina Estás à Janela" (1993), canção popular recriada próximo do estilo punk rock, e é a primeira versão da banda de canções de outros artistas. "Jorge Morreu" (1979) foi a estreia discográfica dos UHF e o primeiro tema do rock português sobre as drogas duras. A canção atribuiu um rosto à geração rebelde do final dos anos 70, que fora enaltecida no tema "Rapaz Caleidoscópio" (1981), tornando-se um hino geracional. "Ébrios (pela vida)", com Jim Morrison como inspiração, foi a primeira declamação musicada da banda, escrita na livraria Bérnard no Chiado, em 1981. No encerramento de ambos os concertos, os UHF recuperaram o tema "Podia Ser Natal" (1995) como forma de celebrar a época natalícia. A canção fala em tornar o mundo melhor, sem crenças absolutistas, dogmáticas ou mortíferas do medo. Como tema de apresentação do álbum foi lançado, em outubro de 2014, o single digital "Sonhos na Estrada de Sintra", em versão dramática, e interpretado com empenho patriótico pelo vocalista António Manuel Ribeiro.

## Lista de faixas
O duplo disco compacto é composto por 28 faixas tocadas ao vivo. António Manuel Ribeiro partilha a composição com Miguel Fernandes no tema "Matas-me Com o Teu Olhar" e com Rui Dias no tema "Foi no Porto". Partilha ainda com Renato Gomes e Carlos Peres, respetivamente, a composição de quatro e de dois clássicos. Os temas "A Morte Saiu à Rua" e "Vejam Bem" são da autoria de José Afonso, e "O Vento Mudou" de João Magalhães Pereira e Nuno Nazareth Fernandes. O arranjo dessas novas versões são de António Manuel Ribeiro, que assume também a autoria das restantes faixas.
| CD1 |                                   |                                       |        |         |  |
| N.º | Título                            | Compositor(es)                        | Local  | Duração |  |
| 1.  | "Rapaz Caleidoscópio"             | António M. Ribeiro / Renato Gomes     | Porto  | 7:05    |  |
| 2.  | "Estou de Passagem"               | António M. Ribeiro                    | Lisboa | 5:09    |  |
| 3.  | "Jorge Morreu"                    | António M. Ribeiro                    | Lisboa | 4:02    |  |
| 4.  | "Um Tipo Sincero"                 | António M. Ribeiro                    | Lisboa | 4:04    |  |
| 5.  | "A Morte Saiu à Rua"              | José Afonso                           | Porto  | 5:04    |  |
| 6.  | "Vernáculo (para um homem comum)" | António M. Ribeiro                    | Porto  | 10:21   |  |
| 7.  | "Quebra-me"                       | António M. Ribeiro / Renato Gomes     | Porto  | 4:09    |  |
| 8.  | "Lily Casou à Pressa"             | António M. Ribeiro                    | Porto  | 3:40    |  |
| 9.  | "Geraldine"                       | António M. Ribeiro / Carlos Peres     | Lisboa | 6:05    |  |
| 10. | "Sinais (presentes do tempo)"     | António M. Ribeiro                    | Porto  | 3:51    |  |
| 11. | "Matas-me Com o Teu Olhar"        | António M. Ribeiro / Miguel Fernandes | Porto  | 4:40    |  |
| 12. | "Foi no Porto"                    | António M. Ribeiro / Rui Dias         | Porto  | 3:21    |  |
| 13. | "O Vento Mudou"                   | João M. Pereira / Nuno N. Fernandes   | Porto  | 2:42    |  |
| 14. | "Menina Estás à Janela"           | Popular                               | Lisboa | 3:40    |  |

| CD2            |                               |                                   |                |         |  |
| N.º            | Título                        | Compositor(es)                    | Local          | Duração |  |
| 1.             | "A Lágrima Caiu"              | António M. Ribeiro                | Porto          | 4:47    |  |
| 2.             | "Vejam Bem"                   | José Afonso                       | Porto          | 4:39    |  |
| 3.             | "A Tia Dorinda"               | António M. Ribeiro                | Porto          | 5:21    |  |
| 4.             | "Ébrios (pela vida)"          | António M. Ribeiro / Carlos Peres | Porto          | 6:36    |  |
| 5.             | "A Minha Geração"             | António M. Ribeiro                | Porto          | 4:29    |  |
| 6.             | "Persona Non Grata"           | António M. Ribeiro                | Lisboa         | 3:19    |  |
| 7.             | "Tudo se Move à Procura"      | António M. Ribeiro                | Lisboa         | 4:54    |  |
| 8.             | "Dança de Canibais"           | António M. Ribeiro / Renato Gomes | Lisboa         | 4:50    |  |
| 9.             | "Um Mau Rapaz"                | António M. Ribeiro                | Lisboa         | 3:27    |  |
| 10.            | "A Noite Inteira"             | António M. Ribeiro                | Porto          | 1:06    |  |
| 11.            | "Sonhos na Estrada de Sintra" | António M. Ribeiro                | Porto          | 12:29   |  |
| 12.            | "Rua do Carmo"                | António M. Ribeiro                | Lisboa         | 3:46    |  |
| 13.            | "Cavalos de Corrida"          | António M. Ribeiro / Renato Gomes | Porto          | 4:48    |  |
| 14.            | "Podia Ser Natal"             | António M. Ribeiro                | Lisboa         | 4:57    |  |
| Duração total: | Duração total:                | Duração total:                    | Duração total: | 132:01  |  |

## Membros da banda
- António Manuel Ribeiro (vocal, guitarra elétrica e acústica) [8]
- António Côrte-Real (guitarra elétrica e acústica) [8]
- Luís 'Cebola' Simões (baixo e vocal de apoio) [8]
- Nuno Oliveira (teclas, guitarras e vocal de apoio) [8]
- Ivan Cristiano (bateria vocal de apoio) [8]